# 射水市議会
射水市議会（いみずしぎかい）は、富山県射水市に設置されている地方議会である。

## 概要

### 任期
4年

### 定数
22人

### 所在地
富山県射水市新開発410番地1
射水市役所本庁舎5階

### 委員会
- 議会運営委員会
- 広報委員会

#### 常任委員会
- 総務文教常任委員会
- 民生病院常任委員会
- 産業建設常任委員会

#### 特別委員会
- 予算特別委員会
- 港湾振興特別委員会
- 議会改革特別委員会
- 決算特別委員会

### 定例会
- 3月
- 6月
- 9月
- 12月

### 事務局
- 議会事務局
  - 議事調査課
    - 議事調査係

## 会派
- 2023年富山県議会議員選挙立候補のため瀧田孝吉が辞任し、欠員1名[2]。

| 会派名       | 議席数 | 所属党派                    | 議員名（◎は代表）                                                           | 女性議員数 | 女性議員の比率(%) |
| ------------ | ------ | --------------------------- | --------------------------------------------------------------------------- | ---------- | ----------------- |
| 自民射水の会 | 9      | 自由民主党                  | ◎高橋久和 堀義治 高畑吉成 大垣友和 山本満夫 杉浦実 西尾哲 吉野省三 中村文隆 | 0          | 0                 |
| いみず志政会 | 5      | 自由民主党2 無所属3         | ◎山崎晋次 加治宏規 金賢志 西元勇司 石田勝志                                 | 0          | 0                 |
| 自民議員会   | 4      | 自由民主党2 無所属2         | ◎奈田安弘 津田信人 寺岡伸清 中川一夫                                        | 0          | 0                 |
| 無会派       | 3      | 日本共産党1 公明党1 無所属1 | 呉松福一 根木武良 不後昇                                                    | 0          | 0                 |
| 計           | 22     |                             |                                                                             | 0          | 0                 |

## 議員報酬等
| 役職   | 報酬            | 政務活動費 |
| ------ | --------------- | ---------- |
| 議長   | 月額 51万5000円 | 月額 5万円 |
| 副議長 | 月額 45万6000円 | 月額 5万円 |
| 議員   | 月額 42万7000円 | 月額 5万円 |

※別途、年2回期末手当あり

## 定数の推移
「射水市議会議員の定数を定める条例」によって定数が決められている。
- 2005年（平成17年）11月27日合併選挙 - 5選挙区35人
- 2009年（平成21年）11月15日選挙 - 5選挙区35人→1選挙区26人
- 2013年（平成25年）11月17日選挙 - 26人→22人

## 選挙

### 2021年射水市議会議員選挙
- 2021年11月時点で有権者数は約7万5000人
  - 投票率が50％前後の場合、法定得票数は約420～430票となる。そのため、得票数が22番目以上になっても、法定得票数に達しなければ、当選無効で欠員が出る。2017年の議会選は無投票であり、年々の投票率減少も踏まえ、議員の定数削減の必要性が指摘されている[4]。
- 23人が立候補し、新人1名が落選が現職13人、元職1人 、新人8人が当選した。
- 投票率は54.58%であり、2013年の前回選の投票率67.40％を大きく下回って過去最低だった[5]。